# Heyggjurin Mikli
De Heyggjurin Mikli is een berg op de Faeröer met een hoogte van 391 meter. De berg ligt centraal op het eiland Skúvoy en is, met slechts 1 meter verschil ten opzichte van de Knúkur, de op een na hoogste berg van dit eiland.